# RXFP4
RXFP4 (англ. Relaxin/insulin like family peptide receptor 4) – білок, який кодується однойменним геном, розташованим у людей на короткому плечі 1-ї хромосоми.  Довжина поліпептидного ланцюга білка становить 374 амінокислот, а молекулярна маса — 41 141.
| 10         |  | 20         |  | 30         |  | 40         |  | 50         |
| ---------- |  | ---------- |  | ---------- |  | ---------- |  | ---------- |
| MPTLNTSASP |  | PTFFWANASG |  | GSVLSADDAP |  | MPVKFLALRL |  | MVALAYGLVG |
| AIGLLGNLAV |  | LWVLSNCARR |  | APGPPSDTFV |  | FNLALADLGL |  | ALTLPFWAAE |
| SALDFHWPFG |  | GALCKMVLTA |  | TVLNVYASIF |  | LITALSVARY |  | WVVAMAAGPG |
| THLSLFWARI |  | ATLAVWAAAA |  | LVTVPTAVFG |  | VEGEVCGVRL |  | CLLRFPSRYW |
| LGAYQLQRVV |  | LAFMVPLGVI |  | TTSYLLLLAF |  | LQRRQRRRQD |  | SRVVARSVRI |
| LVASFFLCWF |  | PNHVVTLWGV |  | LVKFDLVPWN |  | STFYTIQTYV |  | FPVTTCLAHS |
| NSCLNPVLYC |  | LLRREPRQAL |  | AGTFRDLRLR |  | LWPQGGGWVQ |  | QVALKQVGRR |
| WVASNPRESR |  | PSTLLTNLDR |  | GTPG       |  |            |  |            |

A: Аланін

C: Цистеїн

D: Аспарагінова кислота

E: Глутамінова кислота

F: Фенілаланін

G: Гліцин

H: Гістидин

I: Ізолейцин

K: Лізин

L: Лейцин

M: Метіонін

N: Аспарагін

P: Пролін

Q: Глутамін

R: Аргінін

S: Серин

T: Треонін

V: Валін

W: Триптофан

Кодований геном білок за функціями належить до рецепторів, g-білокспряжених рецепторів, білків внутрішньоклітинного сигналінгу. 
Задіяний у такому біологічному процесі як поліморфізм. 
Локалізований у клітинній мембрані, мембрані.